# Giò Di Tonno

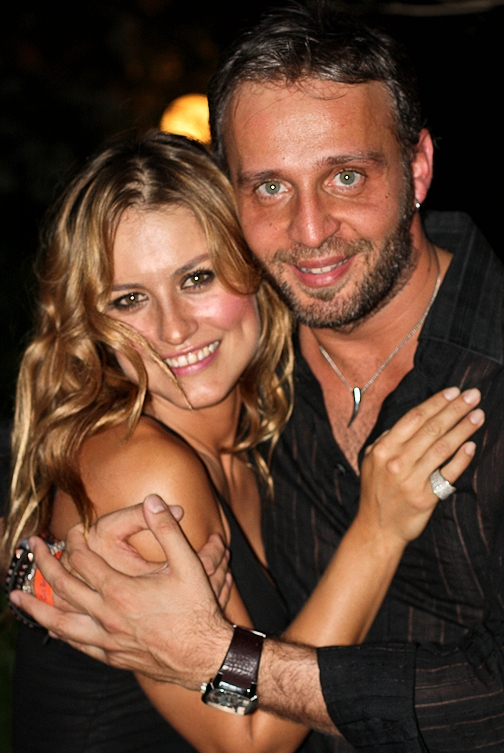
Lola Ponce und Giò Di Tonno 2010

Giovanni „Giò“ Di Tonno (* 5. August 1973 in Pescara) ist ein italienischer Popsänger und Musicaldarsteller.

## Karriere
Im Alter von acht Jahren begann Di Tonno, Klavier zu lernen. Einige Jahre später fing er an, eigene Lieder zu schreiben, inspiriert von den cantautori wie De André, Guccini oder Fossati. Mit diversen Musikgruppen machte er als Jugendlicher Erfahrungen als Sänger. 1993 nahm er mit dem Lied La voce degli ubriachi am Wettbewerb Sanremo Giovani teil und konnte sich für das Sanremo-Festival 1994 qualifizieren. Dort trat er in der Newcomer-Kategorie an und konnte mit Senti uomo den zehnten Platz erreichen. Anschließend erschien sein erstes selbstbetiteltes Album, u. a. in Zusammenarbeit mit Vince Tempera.
Im Jahr darauf nahm Di Tonno mit Padre e padrone in der Hauptkategorie des Sanremo-Festivals teil, verfehlte jedoch das Finale. Er wandte sich verstärkt dem Musiktheater zu und wurde schließlich von Riccardo Cocciante für die Rolle des Quasimodo in der italienischen Inszenierung des Musicals Notre Dame de Paris ausgewählt. Mit dieser Rolle wurde er zwischen 2002 und 2004 einem breiten Publikum bekannt. 2005 war er außerdem in zwei Liedern auf dem italienischen Soundtrack des Animationsfilms Himmel und Huhn (Chicken Little) zu hören.
Nach weiteren Musical-Projekten (etwa in einer Inszenierung von Jekyll & Hyde ab 2006), mehreren Fernsehauftritten und sporadischer Tätigkeit als Sänger und Songwriter, nahm Di Tonno 2008 zusammen mit Lola Ponce (die schon in Notre Dame de Paris als Esmeralda an seiner Seite gestanden hatte) wieder am Sanremo-Festival teil. Das präsentierte Lied Colpo di fulmine war von Gianna Nannini geschrieben worden und ging als Sieger aus dem Wettbewerb hervor. Im Anschluss erreichte es auch die Spitze der italienischen Charts. Di Tonno nahm es in sein Album Santafè auf. Ende des Jahres beteiligte er sich auch erstmals an der Fußballmannschaft Nazionale italiana cantanti.
Für seine zahlreichen Musical-Auftritte wurde der Sänger 2010 mit dem Premio Persefone ausgezeichnet. Daneben hatte er diverse Fernsehauftritte und gewann 2012 die Spielshow Tale e Quale Show von Carlo Conti auf Rai 1. Zusammen mit der Sängerin Mietta gewann er 2013 auch in einer Spezialausgabe der Show. 2014 veröffentlichte Di Tonno sein nächstes Album Giò.

## Diskografie
Alben

| Jahr | Titel   | Höchstplatzierung, Gesamtwochen, AuszeichnungChartsChartplatzierungen (Jahr, Titel, Platzierungen, Wochen, Auszeichnungen, Anmerkungen) | Anmerkungen |
| Jahr | Titel   | IT | Anmerkungen |
| ---- | ------- | --- | ----------- |
| 2008 | Santafè | IT87 (2 Wo.)IT | Raimoon     |

- Giò Di Tonno (Cinevox; 1994)
- Giò (Raimoon; 2014)

Lieder

| Jahr | Titel Album              | Höchstplatzierung, Gesamtwochen, AuszeichnungChartsChartplatzierungen (Jahr, Titel, Album, Platzierungen, Wochen, Auszeichnungen, Anmerkungen) | Anmerkungen    |
| Jahr | Titel Album              | IT | Anmerkungen    |
| ---- | ------------------------ | --- | -------------- |
| 2008 | Colpo di fulmine Santafè | IT1 (5 Wo.)IT | mit Lola Ponce |

## Belege
1. ↑  Alben von Giò Di Tonno. In: Italiancharts.com. Hung Medien, abgerufen am 28. Juli 2017.
2. ↑  Guido Racca & Chartitalia: Top 100 FIMI Singoli. Lulu, 2013, S. 86.

| Personendaten    | Personendaten                                 |
| ---------------- | --------------------------------------------- |
| NAME             | Di Tonno, Giò                                 |
| ALTERNATIVNAMEN  | Di Tonno, Giovanni                            |
| KURZBESCHREIBUNG | italienischer Popsänger und Musicaldarsteller |
| GEBURTSDATUM     | 5. August 1973                                |
| GEBURTSORT       | Pescara                                       |